# Рыбалка, Григорий Яковлевич
Григорий Яковлевич Рыба́лка (1909 — 9 мая 1987) — советский хозяйственный, государственный и политический деятель, Герой Социалистического Труда.

## Биография
Родился в 1909 году в селе Орлик. Член КПСС.
С 1921 года — на хозяйственной, общественной и политической работе. В 1921—1959 гг. — рабочий на металлургическом заводе в городе Енакиево Донецкой области, красноармеец, подручный горнового, горновой на Алмазнянском металлургическом заводе, участник Великой Отечественной войны, горновой доменной печи, старший горновой доменного цеха Алмазнянского металлургического завода.
Указом Президиума Верховного Совета СССР от 19 июля 1958 года присвоено звание Героя Социалистического Труда с вручением ордена Ленина и золотой медали «Серп и Молот».
Умер в Алмазной в 1987 году.